# Ariana DeBose
Ariana DeBose, född 25 januari 1991 i Washington, North Carolina, är en amerikansk skådespelare, dansare och sångerska. Hon har mottagit många utmärkelser, bland annat en Oscar, en British Academy Film Award, en Golden Globe Award och en nominering till en Tony Award. År 2022 utsåg Time Magazine henne till en av de 100 mest inflytelserika personerna i världen.
DeBose växte upp i Raleigh, North Carolina.
DeBose medverkade 2009 i den sjätte säsongen av dansprogrammet So You Think You Can Dance. Hon Broadwaydebuterade 2011 i Bring It On: The Musical och fick därefter flera roller i musikaler, Mellan 2015 och 2016 spelade hon rollen som The Bullet i Hamilton. Vid Oscarsgalan 2022 vann DeBose pris i kategorin Oscar för bästa kvinnliga biroll för sin insats som Anita i Steven Spielbergs nyinspelning av West Side Story (2021).

## Filmografi i urval
- 2020 – The Prom
- 2021 – Schmigadoon! (TV-serie)
- 2021 – West Side Story
- 2024 – My Ex-Friend's Wedding
- 2024 – House of Spoils
- 2024 – Kraven the Hunter